# Neuves-Maisons
Neuves-Maisons is een gemeente in het Franse departement Meurthe-et-Moselle (regio Grand Est). De plaats maakt deel uit van het arrondissement Nancy. Neuves-Maisons telde op 1 januari 2022 6.572 inwoners.

## Geografie
De oppervlakte van Neuves-Maisons bedroeg op 1 januari 2022 4,44 vierkante kilometer; de bevolkingsdichtheid was toen 1.480,2 inwoners per km².

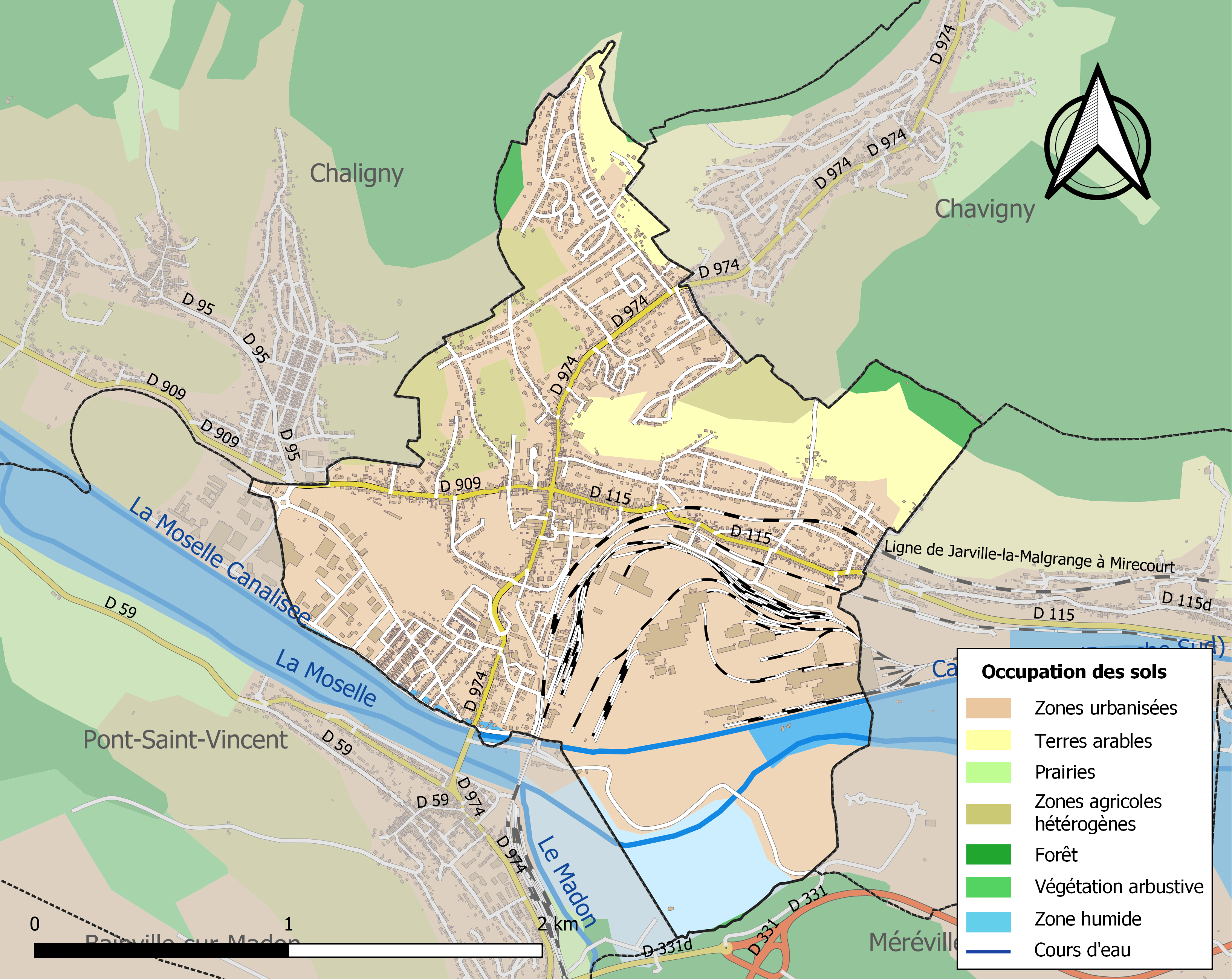
Kaart van de gemeente met de belangrijkste infrastructuur, bodemgebruik en omliggende gemeenten

## Demografie
De figuur toont het verloop van het inwonertal (bron: INSEE-tellingen).